# 추미칸
추미칸(러시아어: Чумика́н)은 하바롭스크 변경주에 위치한 마을이다. 인구는 1,700명이고, 18세기에 지어졌다. 오호츠크해의 우츠카야 만에 접해 있고 콤소몰스크나아무레에서 남서쪽으로 1110km 떨어져 있다.